# Brand in de Innovation

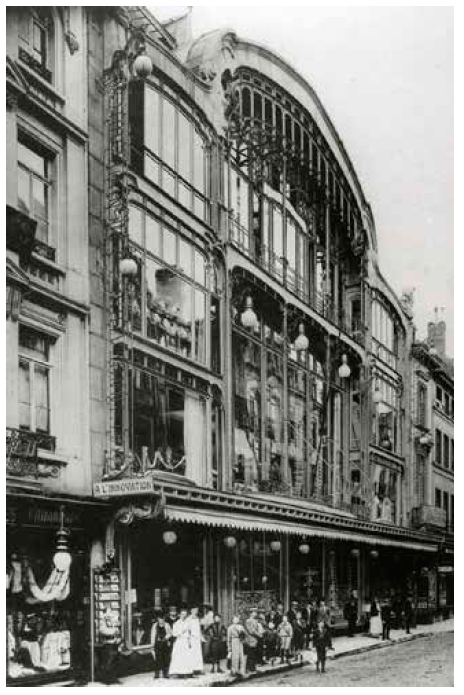
À l'Innovation in de Nieuwstraat voor de brand

De brand in de Innovation was een ramp die in de namiddag van 22 mei 1967 het Brusselse filiaal van de Belgische grootwarenhuisketen Innovation (nu INNO) trof. Er vielen 251 doden en 62 gewonden.
Er waren naar schatting achthonderd personen aanwezig. Het warenhuis was gevestigd in een doolhof van verschillende gebouwen. Vooral in het zelfbedieningsrestaurant, aan de achterzijde, hadden veel mensen pas laat in de gaten dat er brand was. Zij konden geen kant uit toen het vuur hen bereikte. Ook in de andere gebouwen beseften velen niet wat er aan de hand was, doordat het brandalarm op hetzelfde tijdstip afging als de bel die dagelijks het middageten van het personeel aankondigde.
Rond 13.20 uur werd door een verkoopster brand opgemerkt in een kleine opslag voor kinderkledij op de eerste verdieping. Toen de brandweer aankwam, had het vuur de centrale koker al bereikt waardoor het extra zuurstof kreeg. Mensen sprongen uit ramen, terwijl brandweer en omwonenden hen probeerden te redden door dekens te spannen en ladders te plaatsen. Eén man overleefde een sprong van de derde verdieping zonder noemenswaardige verwondingen. Om 15.15 uur stortte een gedeelte van de winkel in.
Over de oorzaak van de brand is veel gespeculeerd. Eerst werd gedacht aan brandstichting door extreemlinkse militanten; in de Innovation was net een Amerikaanse week bezig, en door de Vietnamoorlog was er veel anti-Amerikaans protest. Bewijs van kwade opzet is echter nooit gevonden. Procureur Vélu drukte de geruchten over een aanslag de kop in door te bevestigen dat er slechts één vuurhaard was geweest. Na drie jaar werden de resultaten van het gerechtelijk onderzoek bekendgemaakt. De drie aangestelde experts kwamen tot de conclusie dat zich lekkend stadsgas had opgehoopt boven een vals plafond en dat dit in brand was geschoten door een verhitte lichtspot. In elk geval was het warenhuis geenszins brandveilig: de blusinstallatie was ontoereikend, de architectuur (een soort amfitheater rondom een centrale ruimte met trappenhuis) droeg bij aan een snelle vuurontwikkeling, de nooduitgangen waren niet allemaal geopend, sommige nooduitgangen waren aangebracht voor de sier (voor ramen en blinde muren). Desondanks besloot het parket niet te vervolgen.
Vijf jaar na de brand kreeg België een zeer strenge wetgeving voor brandveiligheid in winkels. Innovation opende in 1970 op dezelfde plaats een nieuw warenhuis. Op de begraafplaats van Brussel in Evere staat een monument ter nagedachtenis aan de slachtoffers van de brand.

## Historische fictie
- Johan Swinnen, Happening. De aanslag in de Innovation, Vrijdag Uitgeverij, 2017.